# Svartratet
Svartratet är en klippa i Finland.   Den ligger i kommunen Sibbo i den ekonomiska regionen  Helsingfors  och landskapet Nyland, i den södra delen av landet, 20 km öster om huvudstaden Helsingfors.
Terrängen runt Svartratet är mycket platt.  Närmaste större samhälle är Helsingfors, 19,5 km väster om Svartratet. 